# Pseudanthias engelhardi
Pseudanthias engelhardi är en fiskart som först beskrevs av Allen och Walter A. Starck 1982.  Pseudanthias engelhardi ingår i släktet Pseudanthias och familjen havsabborrfiskar. Inga underarter finns listade i Catalogue of Life.